# 塚山古墳 (五條市)
塚山古墳（つかやまこふん）は、奈良県五條市出屋敷町にある古墳。形状は方墳。史跡指定はされていない。

## 概要
奈良県南部の御所市・五條市境付近、金剛山から南東に延びる丘陵の端部に築造された古墳である。1956年（昭和31年）に発掘調査が実施されている。
墳形は方形で、一辺24メートル・高さ5メートルを測る。墳丘外表では葺石のほか、円筒埴輪・形象埴輪（家形・盾形・短甲形埴輪）が認められる。埋葬施設は緑泥片岩の箱式石棺2基の直葬で、発掘調査で1基が認められ、調査以前に別の1基が掘り出されたという。調査された1基の中からは完全な状態の人骨と鉄剣・刀子が出土したほか、北側小口に接して設けられた副室内からは甲冑・武器・農工具が、その他に漁労具が出土している。
築造時期は、古墳時代中期の5世紀中葉-後半頃と推定される。武器・武具を別に副葬するあり方には、五條市内の五条猫塚古墳・今井1号墳とともに武人的性格が示唆されるとともに、漁労具の出土から漁労との関わりも想定されるとして注目される古墳になる。

## 埋葬施設
埋葬施設としては、墳丘上において箱式石棺が構築されている。発掘調査では1基が認められ、調査以前にもう1基が掘り出されたという。調査された1基（東側）は、緑泥片岩の板石を組み合わせて構築されており、南北方向を主軸として、内法長1.79メートル・幅0.63メートル（南側）・0.59メートル（北側）を測る。石棺の上部は、さらに板石で二重に覆う。棺の内面は赤彩され、床面は礫敷で、棺内南側に石枕として板石を置く。南頭位・仰臥位の人骨が石枕に頭骨を載せて完全な状態で出土しており、人骨の両脇に直弧文の鹿角装鉄剣各1を、肋骨下に鹿角把小刀子1を置く。
箱式石棺の北側（足側）小口には、板石を組み合わせて小副室が構築されている。内法長0.60メートル・幅0.90メートル・深さ0.55メートルを測り、半円形に近い平面形である。副室内からは甲冑一式（横矧板鋲留衝角付冑・三角板鋲留短甲）・武器（鉄刀・槍・鉄鏃など）・農工具（鉄斧・鑿・鉇・鎌）・砥石などが出土している。甲冑は、出土例の少ない脇当までが揃った「完全武装」の様相で、頸甲には鍍金が残存する。その他の出土遺物として、鉄製釣針・土錘がある。

## 関連施設
- 奈良県立橿原考古学研究所附属博物館（橿原市畝傍町） - 塚山古墳の出土品を保管。
- 市立五條文化博物館（五條市北山町）

## 関連文献
（記事執筆に使用していない関連文献）
- 「塚山古墳」『奈良県文化財調査報告書』 第1集、奈良県教育委員会、1957年。